# Pezoporus
Pezoporus es un género de aves psitaciformes de la familia Psittacidae. Agrupa a tres especies originarias de las sabanas y herbazales de Australia y Tasmania. Sus tres miembros son aves de costumbres terrícolas. 
El nombre Pezoporus proviene del griego πεζοπορος (pezoporos) que se traduce como "ir por tierra", "peatón" o "a pie".
La coloración del plumaje de sus tres especies es similar a la del kakapo, verde amarillenta con listado y moteado oscuro, que recuerda en cierta medida al de la cabeza y espalda de las variedades salvajes de periquito común, lo que no indica un parentesco cercano, sino una convergencia adaptativa por sus modos de vida similares o una característica ancestral de los loros, ya que los plumajes listados se encuentran en todo el orden de psittaciformes, desde los pequeños pericos tigre hasta las hembras de la cacatúa ninfa.

## Especies
Según un orden filogenético de la clasificación del Congreso Ornitológico Internacional, las tres especies que componen el género son:
- Perico terrestre oriental - Pezoporus wallicus (Kerr, 1792);
- Perico terrestre occidental - Pezoporus flaviventris North, 1911;
- Perico nocturno - Pezoporus occidentalis  (Gould, 1861).